# Grethe Bartram
Maren Margrethe Thomsen, également connue sous le nom de Maren Margrethe "Grethe" Bartram et "Thora", née le 23 février 1924 à Aarhus et décédée en janvier 2017 à Vessigebro, est une femme danoise qui a dénoncé au moins 53 personnes de la résistance danoise pendant la Seconde Guerre mondiale, ce qui a entraîné le démantèlement des premiers groupes de résistance communistes et l'envoi de nombre de leurs membres dans des camps de concentration nazis. Elle a notamment donné des informations sur son frère, son mari et ses connaissances proches.
Elle est condamnée à mort après la guerre pour trahison. La peine est commuée en prison à vie en 1947. En 1956, elle est libérée et déménage dans la province de Halland en Suède où elle vit sous son nom d'épouse.

## Biographie

### Jeunesse
Grethe Bartram naît à Aarhus et grandit dans une famille pauvre. Elle est la deuxième de huit enfants. Ses deux parents sont membres du Parti communiste du Danemark (DKP), tout comme les proches de la famille. Son père, Niels Peter Christopher Bartram (né en 1896), est originaire du sud du Jutland et participe à la Première Guerre mondiale du côté allemand. Il est blessé pendant la guerre et a du mal à travailler, mais il réussit à exploiter un petit atelier de réparation de vélos à Midtbyen, à Aarhus.
Elle quitte l'école à 13 ans et commence à travailler jusqu'à ce qu'elle tombe enceinte à 16 ans. Elle se marie le 12 juillet 1941 à un jeune machiniste, Frode Thomsen (né le 28 mars 1920), rencontré sur son lieu de travail. Le mariage ne dure pas longtemps et se termine à l'été 1943, leur fils est placé en famille d'accueil avec sa belle-mère.

### Collaboration
La famille de Grethe Bartram, y compris son frère aîné Christian Bartram, s'implique dans la résistance. En septembre 1942, la police danoise met en place une récompense de 1000 couronnes pour toute information concernant un incendie de sabotage dans un magasin à Aarhus. Par l'intermédiaire de son frère, Grethe Bartram apprend qui est impliqué et elle donne l'information à la police. Cinq personnes sont arrêtées, dont son frère. L'un d'eux s'évade et les autres sont condamnés entre 1 et 10 ans de prison.
Dans la période qui suit, Grethe Bartram participe à des activités illégales avec des personnes de son cercle social impliquées dans le mouvement de résistance. En mars-avril 1944, elle est embauchée comme agent par la Gestapo et en juin, le groupe Samsing et un groupe d'étudiants sont arrêtés et déportés vers le camp de concentration de Neuengamme. Les groupes de résistants communistes à Aarhus et dans le centre du Jutland sont pour la plupart neutralisés.
La confiance en Grethe Bartram est encore élevée à l'époque, et en août 1944, elle est envoyée à Copenhague en tant que représentante pour établir une nouvelle direction de la résistance à Aarhus. La résistance devient par la suite suspicieuse, et Grethe Bartram s'arrange pour être arrêtée et emprisonnée dans le camp de prisonniers de Frøslev pour éviter les soupçons. Cela n'aide pas et la résistance tente de la tuer à plusieurs reprises mais ne réussit qu'à la blesser. Elle est envoyée en Allemagne pour récupérer. En mars 1945, elle est engagée par la Gestapo à Kolding où elle travaille jusqu'à la reddition des forces allemandes au Danemark. Le jour de la reddition, le 5 mai, elle se trouve au quartier général de la Gestapo à Esbjerg où elle est blessée lorsque la résistance y fait exploser des bombes. Elle se rétablit rapidement et se rend à vélo à Kolding pour obtenir de l'aide mais la Gestapo a déjà évacué les lieux. Grethe Bartram se rend ensuite à Brejning où elle est arrêtée le 10 mai.

### Procès
Au cours de son procès, il est révélé que Grethe Bartram a dénoncé jusqu'à 53 personnes. Parmi ceux-ci, ses informations ont directement entraîné la torture de 15 personnes pendant les interrogatoires ainsi que la déportation de 35 personnes dans des camps de concentration nazis en Allemagne, où huit sont finalement morts ou ont été portés disparus.
Grethe Bartram plaide coupable pour la majorité des chefs d'accusation auxquels elle est confrontée et est condamnée à mort le 29 octobre 1946 par le tribunal pénal d'Aarhus, peine confirmée plus tard par le Vestre Landsret le 22 février 1947 et la Cour suprême danoise le 4 septembre 1947'.
Comme pour Anna Lund Lorenzen, la seule autre femme danoise condamnée à mort après 1945 pour crimes de guerre, sa peine est commuée en prison à vie par le ministre de la Justice Niels Busch-Jensen le 9 décembre 1947. Le ministre donne comme raisons le jeune âge de Grethe Bartram à l'époque, qu'elle a été élevée dans un « esprit anti-religieux, communiste et matérialiste », et qu'elle a eu des problèmes financiers.
Grethe Bartram est libérée après dix ans de prison le 26 octobre 1956, après quoi elle déménage en Suède, où elle vit sous son nom d'épouse. Elle devient citoyenne suédoise dans les années 1960 et décède à Vessigebro, à l'âge de 92 ans.